# Лукаш Любов Леонідівна
Лукаш Любов Леонідівна (нар. 6 вересня 1948 року) — українська науковиця, біологиня, генетик, завідувачка відділу генетики людини (1990—2019), заступниця директора з наукової роботи Інституту молекулярної біології і генетики Національної академії наук України, докторка біологічних наук, професорка.

## Походження та навчання
Любов Лукаш народилась 1948 року. У 1972 році закінчила Сумський державний педагогічний інститут імені А. С. Макаренка за спеціальністю «біологія, хімія». Потім наступні три роки (1972—1975) навчалась в аспірантурі Інституту молекулярної біології та генетики АН Української РСР (ІМБГ НАНУ). Учениця професорів Сергія Гершензона та Тамари Бужієвської.

## Трудова діяльність
Після закінчення рідного вишу у 1972 році Любов Лукаш працювала лаборанткою кафедри ботаніки Сумського державного педагогічного інституту імені А. С. Макаренка, навчаючись в аспірантурі.
Через чотири роки (у 1976) вчена переїхала до Києва і почала працювати інженеркою Інституту молекулярної біології та генетики АН Української РСР. У 1980 році перейшла на посаду старшої інженерки. Також у цьому році здобула вчене звання молодший науковий співробітник, а через два роки — старший науковий співробітник (1982—1986). У 1986 році вона вже провідний науковий співробітник.
У 1990 році Любов Лукаш була призначена завідувачкою відділу генетики людини Інституту молекулярної біології та генетики АН Української РСР. У 2019 році — перейшла на посаду заступниці директора з наукової роботи ІМБГ НАН України.

## Наукова діяльність
У 1980 році Любові Лукаш було присвоєно науковий ступінь кандидат біологічних наук зі спеціальності «генетика». Через десятиріччя (1990) вона здобула вчене звання старшого наукового співробітника також зі спеціальності «генетика». Ще через 9 років — доктор біологічних наук зі спеціальності «молекулярна генетика».
У 2010 році — вчене звання професор зі спеціальності «молекулярна генетика».
Основний напрямок наукової діяльності
- вивчення біологічного мутагенезу і ролі репаративних систем у корекції генетичних пошкоджень клітин про- та еукаріотного походження.
- розробка біотехнологій з використанням стовбурових клітин людини.

Вибрані наукові праці
Любов Лукаш — авторка більше 130 наукових праць:
- Онкогенний аденовірус як мутаген для клітин китайського хом'яка in vitro // Генетика соматичних клітин. — 1981. — № 2. — С. 133—146
- Онкоген БАВ-3 як мутаген // J.Cell Science. — 1985. — № 78. — С. 97-103
- Роль генів раннього вірусу в мутагенезі // Біотехнологія Поточний прогрес. — Ланкастер. Базель: Technomic Publishing Co., Inc. — С. 119—131
- Мутагенне і трансформуюче дію деяких вірусів, генів і рекомбінантних молекул // Біотехнологія Current Progress.-Lancaster. Базель: Technomic Publishing Co., Inc. — С. 133—156
- Вплив O6-алкилгуанин-ДНК-алкилтрансферази на частоту і спектр мутацій, індукованих N-метил-N-нітро-N-нитрозогуанидином в гені HPRT диплоїдних фібробластів людини // Дослідження мутації. — 1991. — № 250. — С. 397—409
- Залежний від клітинного циклу зміщення ланцюга для УФ-індукованих мутацій в транскрибируемой нитці ексцизійних ремонтообеспеченних фібробластів людини, але не в рефлексно-дефіцитних клітинах // Молекулярна і клітинна біологія. — 1991. — № 4 (11). — С. 1927—1933
- Генна терапія патологій маси // Біополімери і клітина. — 1993. — № 4(9) — С. 63-104
- Мутагенез і антимутагенез — протилежні спрямовані процеси, які визначають рівень генетичної мінливості і стабільності // Біополімери і клітина. — 1998. — № 6(14) — С. 500—511 (Україна)
- Стовбурові клітини ссавців in vitro як основа для розробки нових біотехнологій. — Біополімери і клітини. -2001. № 3 (17). — С. 203—211 (Україна).
- Роль O6-алкілгуанін-ДНК-алкилтрансферази в ремонті уражень, індукованих алкилирующими сполуками // Цитологія і генетика. — 2001. — № 4(17) — С. 265—277 (Україна)
- Дестабілізація клітинного генома під впливом експресії ранніх регуляторних генів онковирусов // Цитологія і генетика. — 2002. — № 2(36) — С. 68-80 (Україна)
- Застосування мікроелектрофорезу ДНК для оцінки генотоксичних ефектів мутагенів у культурі клітин кровотворної системи людини // Цитологія та генетика. — 2004. — № 1(38). — С. 31-35 (Україна)
- Регулювання варіабельності соматичного геному клітини ссавців під впливом екзогенних біологічних факторів // Біополімери і клітина. — 2004. — 20. — № 1-2. — С. 93-105 (Україна)
- Пошук оптимальних умов мобілізації та збереження клітин печінки людини // Біополімери та клітини. — 2004. -20. -N3. — С. 239—243 (Україна)
- Вплив лектину кори Sambucus nigra на ДНК клітин при різних умовах in vitro. — Cell Biology International. — 2005. -№ 29. — С. 29-32.

## Нагороди та визнання
- 1982 — медаль «В память 1500-летия города Киева»
- 1998 — Почесна грамота Міністерства освіти і науки України
- 2003 — Почесна грамота та цінний подарунок Київського міського голови
- 2007 — Премія НАН України імені С. М. Гершензона
- 2010 — Почесна грамота Українського товариства генетиків і селекціонерів імені М. І. Вавилова
- 2010 — Відзнака НАН України «За професійні здобутки».